# Doctor of Education
Doctor of Education (afkorting: EdD of  DEd (Engels) of Ed.D. (Amerikaans); Latijn Educationis Doctor of Doctor Educationis) is een Anglo-Amerikaanse variant op de academische titel doctor. De graad betreft doorgaans een researchdoctoraat (met uitzondering van sommige opties in de Verenigde Staten) en is in veel landen, net zoals de PhD, de hoogste academische graad die iemand kan behalen in de discipline onderwijskunde (ISCED2011 niveau 8; EQF niveau 8, 'Doctor'). Het traject bereidt voor op academische, onderzoeks- of professionele functies.

## Geschiedenis
Toen aan het einde van de 19e eeuw in de Verenigde Staten onderzoeksuniversiteiten werden opgericht, reikten deze voornamelijk doctoraten uit in de klassieke wetenschappen zoals theologie en recht en later in de kunsten. 'Doctor' gaf van oudsher aan dat de persoon aan de universiteit les mocht geven. Aan het begin van de 20e eeuw begonnen deze universiteiten graden en doctoraten in professionele velden en specifieke disciplines aan te bieden. De eerste professionele graden werden uitgereikt in geneeskunde en rechten. Hieruit ontstonden bijvoorbeeld onder meer graden zoals MD en JD, die in de Verenigde Staten '(first) professional degrees' worden genoemd. Om verschillende redenen kunnen professionele graden de naam dragen van een ander kwalificatieniveau dan hun classificatie in kwalificatiekaders. Sommige Britse professionele graden bijvoorbeeld worden bachelors genoemd, maar zijn op masterniveau (zoals voor artsen), terwijl sommige Australische, Amerikaanse en Canadese professionele graden de naam "doctor" in zich hebben, maar worden geclassificeerd als master- of bachelordiploma's. Zo is een MD in de Verenigde Staten vergelijkbaar met een Nederlandse MSc Geneeskunde, terwijl de MD in het Verenigd Koninkrijk een researchdoctoraat is zoals de PhD.
Als reactie op de maatschappelijke vraag naar deskundige professionals ontstonden kort daarna ook doctoraten gericht op het onderwijs. De eerste graad van doctor in de wijsbegeerte (PhD) op het gebied van onderwijs werd in 1893 verleend aan het Teachers College, Columbia University. De eerste Doctor of Education (EdD) werd in 1921 afgegeven door de Harvard-universiteit. Henry Holmes, een docent aan Harvard College, zamelde geld in om de Harvard Graduate School of Education op te richten. Holmes zag waarde in het vergroten van de rol van Harvard in de professionele opleiding van onderwijzers en een gevestigd doctoraat in het onderwijs voor studenten met succesvolle ervaring in het onderwijs,  'praktische kennis van biologie, psychologie en de sociale wetenschappen ", en een hogere positie binnen het schoolsysteem. Het studieprogramma omvatte vijf onderwijsgebieden plus de studie van sociale theorie in het onderwijs, geschiedenis van het onderwijs en onderwijspsychologie. Het proefschrift diende om de student te leren een onafhankelijk onderzoek uit te voeren gebruikmakend van bestaande kennis, teneinde een "constructief resultaat van belang en waarde" te produceren. Het doel van die Ed.D. was om een rigoureuze opleiding aan te bieden die de voorkennis en vaardigheden van de kandidaten zou vergroten en hen beter zou voorbereiden om leiding te geven als schoolbeoefenaars.
De Ed.D.-graad werd vervolgens toegevoegd door Teachers College in 1934. Tussen 1925 en 1940 volgden veel instellingen, waaronder de University of California-Berkeley, Stanford University en de University of Michigan de stappen van Columbia en Harvard en richtten ze scholen en hogescholen op die postdoctorale studies aanboden en uiteindelijk de twee doctoraatsdiploma's. Ondanks deze groei hadden deze en andere onderwijsscholen er echter moeite mee om hun identiteit als professionele scholen vast te stellen en werden ze voortdurend overspoeld door discussies over het doel van de Ed.D.
De geschiedenis van de EdD later in de twintigste eeuw had twee sporen. In veel graduate schools in de Verenigde Staten was het een professional degree met onderzoekscomponent, ontstaan vanuit de behoefte aan deskundige professionals, terwijl het binnen andere universiteiten werd beschouwd en ingericht als een academisch onderzoeksdoctoraat zoals wetenschappelijke promoties in Europa, of de PhD. Verschillende factoren droegen bij aan de verwarring, zoals deze splitsing in benadering van doctoraten die leidde tot een 'conflict' tussen de "eisen van de theorie en die van de praktijk". Ook hebben onduidelijke doelstellingen van de verschillende programma's, gecombineerd met toch vergelijkbare programma-inhoud, vanaf het begin van beide doctoraten in het onderwijs de diploma-doelstellingen verward.
De EdD wordt sinds eind 21e eeuw uitgereikt in verschillende landen, met name angelsaksische landen en landen van het Gemenebest van Naties, naast de Verenigde Staten (zie hieronder). In vrijwel alle landen is een doctoraat een research degree, oftewel een academische onderzoeksopleiding, en is het verschil tussen PhD en andere researchdoctoraten zoals EdD of DBA niet zoals dat in de Verenigde Staten als hierboven beschreven.

## Australië
In Australië zijn de toelatingseisen en afrondingseisen voor de EdD vrijwel gelijk aan die van de PhD, behalve dat de eerste een aantal jaren professionele ervaring in het onderwijs of de academische wereld vereist. Onderzoeksdoctoraten, anders dan de generieke PhD, waarin een discipline wordt benoemd, zoals EdD en DBA, worden ook wel ‘named doctorates’ genoemd.

## Canada
In Canada wordt de EdD meestal verleend door onderwijsfaculteiten aan universiteiten en is het, samen met de PhD, de hoogste graad in het hoger onderwijs. Net als de Verenigde Staten en Groot-Brittannië bieden sommige universiteiten de EdD aan (bijvoorbeeld Simon Fraser University), terwijl andere een PhD in onderwijs aanbieden (zoals McGill University, Queen's University, University of Toronto) - en weer andere universiteiten bieden beide aan (University of Alberta, University of Calgary, University of British Columbia ).
Net als in het Verenigd Koninkrijk is de EdD in Canada een volledig academisch doctoraat dat alleen kan worden verleend door AUCC-geaccrediteerde instellingen, en deelt het pariteit met de PhD. Het proefschrift dat moet worden voltooid als onderdeel van een EdD-programma kan van het PhD-proefschrift in focus verschillen, maar niet in breedte van studie, noch academische kwaliteit. EdD-programma's in Canadese instellingen moeten een originele bijdrage aan kennis bevatten die moet worden voorgezeten (begeleid) door een ervaren onderzoeker en mondeling moet worden verdedigd (viva voce) aan interne en externe examinatoren. In veel gevallen is het enige opvallende verschil tussen de PhD en EdD dat in de EdD het werkveld van de kandidaat vaker een rol speelt, zoals in onderzoek naar actuele pedagogische problemen.

## Ierland
In Ierland volgen EdD-programma's het Britse model van initiële modules met onderzoekstraining, gevolgd door  onderzoeksartikelen en/of dissertatie.

## Verenigd Koninkrijk
In het Verenigd Koninkrijk is de EdD een researchdoctoraat en qua academisch niveau en waarde gelijk aan de PhD. De grootste verschillen met een PhD-traject zijn dat de EdD cursussen (vooral onderzoeksmethoden) bevat voorafgaand aan de dissertatie, terwijl veel PhD-programma's gericht zijn op een dissertatie zonder cursussen vooraf, en dat de relatie tussen onderzoek en praktijk doorgaans belangrijk is in een EdD. Sommige universiteiten duiden de EdD daarom als 'professional' doctoraat. Die benaming symboliseert het belang van de relatie tussen onderzoek en praktijk en de doorgaans deeltijd-opzet van het doctoraat, maar betekent niet dat het een professioneel doctoraat of professionele graad betreft zoals bijvoorbeeld mogelijk is in de Verenigde Staten.
Het EdD-proefschrift kan korter zijn dan dat van een PhD, omdat de cursussen doorgaans worden afgesloten met onderzoeks-gerelateerde papers, en verschilt alleen in lengte en omvang, maar niet in academische kwaliteit of opzet. Net als bij PhD-promovendi ondergaan alle EdD-kandidaten een viva voce-examen van de dissertatie: een uitgebreide mondelinge verdediging van het onderzoek aan interne en externe examinatoren die kan leiden tot zeldzame onvoorwaardelijke toekenning van het doctoraat, tot eveneens zeldzame afwijzing, en gebruikelijk tot toekenning onder voorwaarde van specifieke correcties variërend van grammatica en spelfouten tot aanvullend onderzoek ('minor corrections' of 'major corrections').
De EdD wordt over het algemeen gepresenteerd als een kans om zich voor te bereiden op academische, administratieve en/of gespecialiseerde functies in het onderwijs en/of de wetenschap. Zowel de EdD als de PhD worden erkend voor aanstelling als docent of hoogleraar aan universiteiten.

## Verenigde Staten
In de Verenigde Staten is de Ed.D., net als de Ph.D., de hoogste graad op het gebied van onderwijs. Anders dan in vrijwel alle andere landen, zoals het Verenigd Koninkrijk, Ierland, Canada en andere landen van het Gemenebest van Naties, kan de EdD in de Verenigde Staten een academisch doctoraat zijn (een 'research doctorate'), of een professioneel doctoraat (gericht op professionele beroepsuitoefening). De trajecten verschillen dan ook onderling nogal eens in lengte, vereisten en focus.
De Ed.D. kan, afhankelijk van waar deze is voltooid, worden erkend voor benoeming tot hoogleraar of docent aan een universiteit. Het kan ook worden gezien als voorbereiding op administratieve of professionele functies op het gebied van onderwijs en menselijke ontwikkeling, zoals onderwijsinspecteur, directeur personeelszaken of schooldirecteur.